# الرق في الإسلام
الرق في الإسلام موضوع بحث عند الفقهاء. حللت المذاهب الرئيسية الفقهية في الإسلام تملك العبيد من أسرى الحروب وبيعهم وشراءهم على مدار التاريخ. تحسنت أوضاع العديد من العبيد مقارنةً بما كانوا عليه في مجتمع ما قبل الإسلام. لم يتم إلغاؤه إلا تدريجيًا في معظم الدول الإسلامية من خلال التأثير الاستعماري للدول الأوروبية، والذي أصبح ملحوظًا منذ أوائل القرن التاسع عشر
الشريعة الإسلامية تناولت موضوع تملك العبيد بقدر كبير من التفصيل. القرآن والحديث ينظر إلى تملك العبيد على أساس أنه أمر مشروع. فقط الأطفال من العبيد أو من غير المسلمين من أسرى الحرب يمكن أن يصبحوا عبيدًا لكن يمُنَع تمامًا أن يكون أي طفل مسلم حديث الولادة عبدا لأي شخص. كما أن الإسلام وضع قانون العتق من العبودية ليكون عقوبة لتكفير عن الذنوب. ووفقا للشريعة، يعتبر العبيد بشر ويمتلكون الحقوق وواجبات لسيدهم. بالإضافة إلى ذلك، المسلمين العبيد يتساوون مع الأحرار المسلمين في القضايا الدينية كالصلاة والصيام وغيره من العبادات.
العبيد لعبوا أدوارًا اجتماعية واقتصادية مختلفة من عمال إلى أمراء. كان العبيد يعملون في الري والتعدين والرعي والجيش حتى أن بعض الحكام اعتمدوا على العبيد في المجلات العسكرية والإدارية إلى درجة أنهم استولوا على السلطة. ومع ذلك، لم يتعامل الناس دائمًا مع العبيد بشكل جيد. ففي بعض الحالات كانت حالة العبيد شديدة القسوة مما أدى إلى انتفاضات مثل ثورة الزنوج. لم يكن عدد العبيد كافيًا لتلبية الطلبات في المجتمع المسلم لأسباب متنوعة. هذا أدى إلى استيراد أعداد ضخمة من العبيد مما أدى إلى معاناة هائلة وخسائر في الأرواح بسبب القبض على العبيد ونقلهم من دول غير إسلامية. لم يكن تملك العبيد في الشريعة الإسلامية مبنيًا على العنصر العرقي أو اللون لكن لم يكن الحال هكذا دائمًا في الممارسة العملية حسب ما يراه بعض المستشرقين مثل برنارد لويس، حيث يرون بأن التاريخ الإسلامي وقعت به حالات على استعباد البيض مثل المماليك والفرس وغيرها.
كانت تجارة العبيد عند العرب مكثفة ونشيطة في مناطق غرب آسيا وشمال أفريقيا وشرق أفريقيا وغرب أفريقيا. فكانت الشعوب الأفريقية هدفاً تجارياً أوليا وبلغ هذا النشاط أدنى مستوياته بحلول نهاية القرن التاسع عشر.أصبح تملك العبيد محظورًا ومقموعًا تدريجيًا افي أراضي المسلمين في أوائل القرن العشرين (بعد الحرب العالمية الأولى). كان ذلك إلى حد كبير بسبب الضغوط التي مارستها الدول الغربية مثل بريطانيا وفرنسا. ومع ذلك، هناك من يمارس العبودية في الوقت الحاضر في الدول الأفريقية كتشاد وموريتانيا والنيجر ومالي معللين ذلك بسبب عدم تحريم الإسلام للعبودية.

## اللغة
الرق لغة الضعف خلاف الغلظ. وثوب رقيق أي ضعيف النسج. ومنه رقة القلب خلاف قسوته. وعرفا عجز حكمي شرع في الأصل جزاء عن الكفر. أما أنه عجز فلأنه لا يملك وإن ملكه سيده وهو مفطوم عن الولايات والمناصب من القضاء والشهادة وغيرهما. وأما أنه حكمي فلأنه قد يكون أقوى على الأعمال من الحر حسا. كذا في التوقيف في مهام التعاريف. ويقولون رق الشخص ويطلق على الذكر والأنثى والجمع وربما جمع على أرقاء.
العبد من يعبد ربه ويطيع أمره ونهيه والمملوك. وخلاف الحر. وهو أعم من القن.
والقن لغة عبد ملك هو وأبواه فإذا لم يكن كذلك فهو عبد مملك. وشريعة العبد خالص العبودية والعبد الكامل أي لا يكون مكاتبا ولا مدبرا. والكلمة بالتركية قول والقراخانية قل.
والموالي والمماليك والجواري من المرادفات.

## تاريخ العبودية في شبه الجزيرة العربية
العبودية كانت قبل الإسلام فجاء الإسلام ونظمها، مع أن الإسلام لم يحرم تملك العبيد بل أحله ونظمه، وحصر دائرة تملك العبيد فيما أخذ من طريق الجهاد، ثم سعى لتحرير الأرقاء، كعقوبة وككفارة لليمين والقتل، مع حثه عن تأديبهم وإعانتهم.
وبعد ذلك كله فإن ما ملك من تملك العبيد ملكاً شرعياً صحيحاً جاز بيعه وهبته وتأجيره.
والأنثى من تملك العبيد يجوز لسيدها الاستمتاع بها، لقول القرآن:
 (سورة المؤمنون)

ويترتب على وطء الأمة أحكام شرعية منها: أنها بولادتها منه تصبح أم ولد لا يجوز بيعها، وتعتق بعد موت سيدها. وللسيد أن يزوج أمته من عبد أو من حر إذا اجتمعت الشروط المبيحة لذلك. وإذا قاتل المسلمون الكفار فسبوا نساءهم جاز لهم المن بإطلاق سراحهن، أو الفداء، أو استعبادهم. فإن دخل في نصيب أحد من المسلمين أمة متزوجة من كافر جاز له وطؤها بعد أن يستبرأ رحمها، وثبت خلوه من حمل سابق، لما روى مسلم في صحيحه عن أبي سعيد الخدري أن الرسول محمد يوم حنين بعث جيشاً إلى أوطاس فلقوا العدو فقاتلوهم وظهروا عليهم وأصابوا لهم سبايا فكان ناس من أصحاب تحرجوا من غشيانهن من أجل أزواجهن من المشركين فأٌنزل في القرآن:
 (سورة النساء)
فهن لكم حلال إذا انقضت عدتهن، وما رواه أبو داود مرفوعاً «لا توطأ حامل حتى تضع، ولا غير ذات حمل حتى تحيض حيضة».

### النبي محمد والعبودية

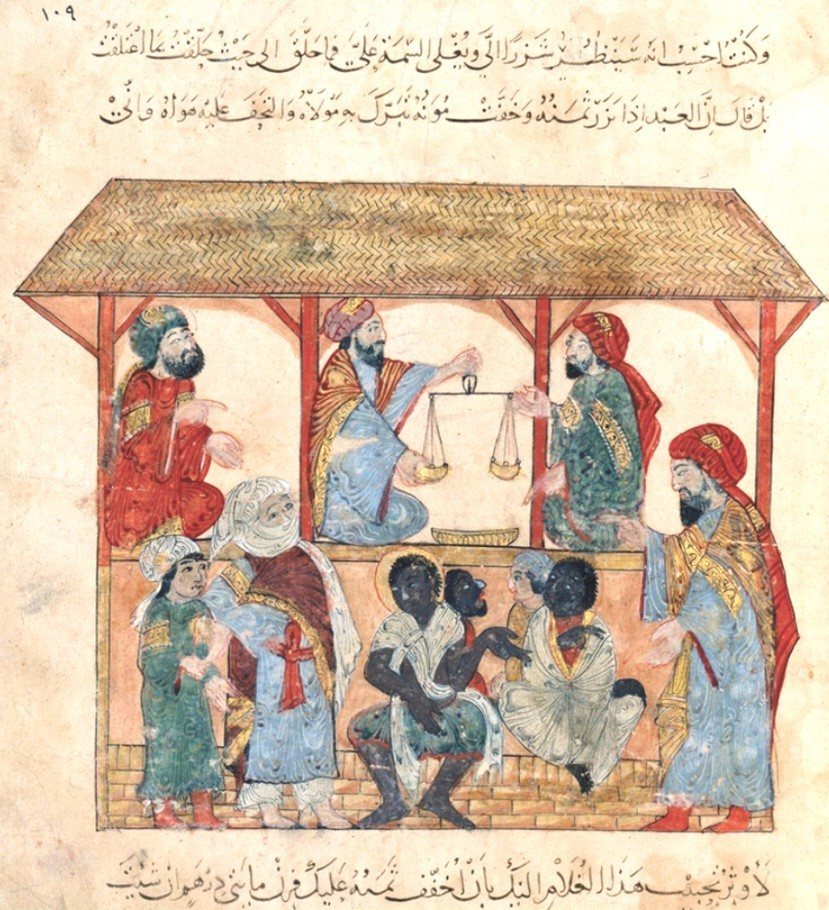
سوق تملك العبيد في اليمن في القرن الثالث عشر

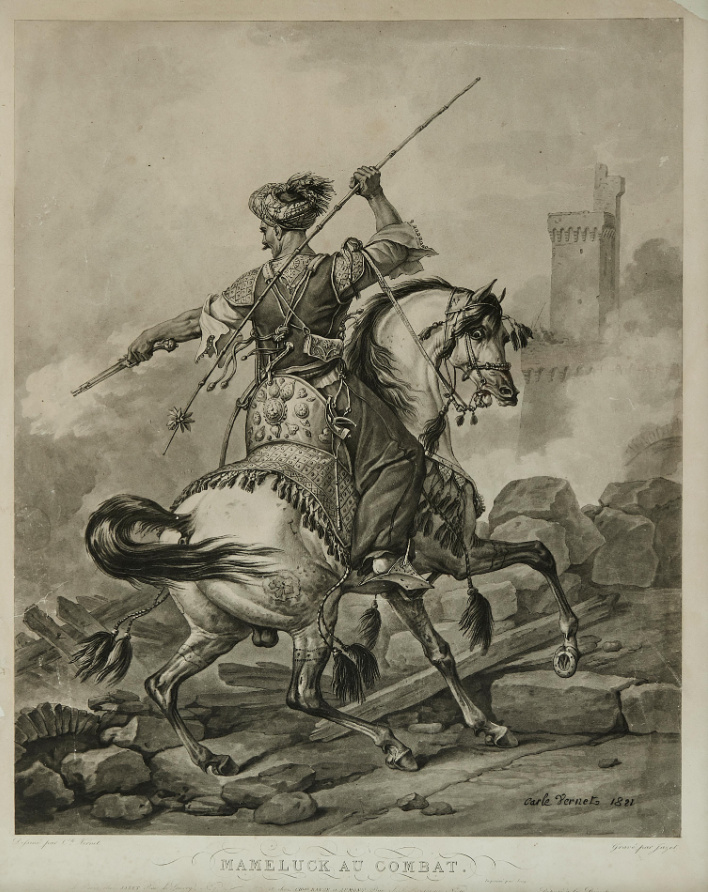
فارس مملوكي 1810

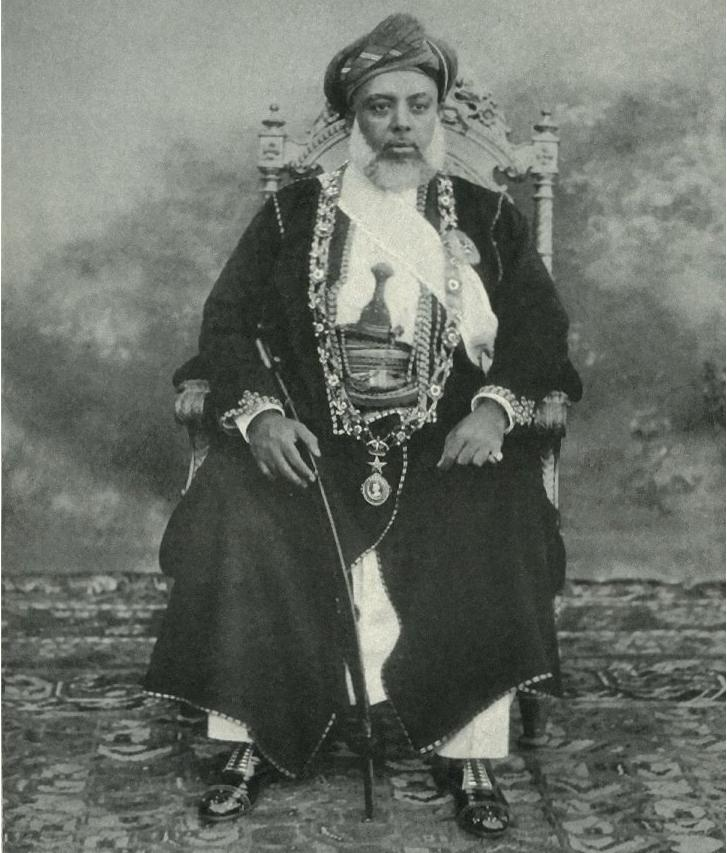
حمود بن محمد، سلطان زنجبار من عام 1896 حتي عام 1902. امتثل إلى طالبات البريطانية التي تحظر العبيد في زنجبار وعلى إطلاق سراح كافة العبيد والتخلي عن الاتجار بالبشر. كان ذلك سبب تزيين الملكة فيكتوريا له ولابنه ووريثه علي بن حمود زنجبار.

كان للنبي محمد أربع إماء، منهم مارية. وذلك حسب ماقال ابن القيم:
قال أبو عبيدة: كان له أربع: مارية وهي أم ولده إبراهيم، وريحانة، وجارية أخرى جميلة أصابها في بعض السبي، وجارية وهبتها له زينب بنت جحش. "
بحسب المصادر الإسلامية شجع النبي محمد أتباعه على عتق العبيد المسلمين فقط لضروف خاصة ومحدودة كالصدقة أو كفارة عن الذنوب، حسب ما جاء في حديث أبو هريرة «أيُّما رجلٍ أعتق امرأً مسلمًا استنقذ الله بكل عضوٍ منه عضوًا منه من النار». أمر محمد في مرات محدودة أن يحرر عدد من أسرى أو العبيد. ومن أبرز من حررهم محمد: سبي هوازن (حنين)، وأسرى بني المصطلق، وأسرى فتح مكة

في حالات أخرى أمر النبي محمد بنقل ملكية العبد من مالكه الى شخص آخر كنوع من الصدقة او الزكاة كما جاء في صحيح البخاري عن حديث ميمونة بنت الحارث : «أَنَّهَا أَعْتَقَتْ ولِيدَةً ولَمْ تَسْتَأْذِنِ النَّبيَّ صلَّى اللهُ عليه وسلَّمَ، فَلَمَّا كانَ يَوْمُهَا الذي يَدُورُ عَلَيْهَا فِيهِ، قالَتْ: أَشَعَرْتَ يا رَسولَ اللَّهِ أَنِّي أَعْتَقْتُ ولِيدَتِي؟ قالَ: أَوَفَعَلْتِ؟ قالَتْ: نَعَمْ، قالَ: أَمَا إنَّكِ لو أَعْطَيْتِهَا أَخْوَالَكِ كانَ أَعْظَمَ لأجْرِكِ.»
في هذا الحديثِ تُخبِرُ أُمُّ المُؤمِنين مَيْمُونَةُ عنها أنَّها أَعتَقَتْ وَلِيدَةً، أي: جارِيَةً مملوكةً لها دونَ أنْ تَستأذِنَ زَوجَها، فلمَّا جاء النَّبيُّ في اللَّيلةِ الَّتِي خصَّصها لها كباقي زَوجاتِه، أَخبَرته أنَّها أعْتَقَت الجاريةَ، فقال لها النَّبيُّ «أمَا إنَّكِ لو أَعطيتِها أخوالَكِ كان أعظَمَ لأجرِكِ»، يعني: كان أكثرَ ثَوابًا لكِ مِن إعتاقِها؛ لحاجتِهم إلى مَن يَخدُمُهم.

### قبيلة بني قريظة
```
تعرضت هذه القبيلة من يثرب/
المدينة
 المنورة لهجوم من قبل المسلمين بقيادة محمد بعد 
معركة الخندق
 . وبعد استسلام 
بني قريظة
، تم قطع رؤوس رجال القبيلة واستعباد الأولاد والنساء والفتيات.
[
28
]
 ويصف 
ابن إسحاق
 تقسيم الغنائم على النحو التالي:
```

وقسم النبي أموال بني قريظة وأزواجهم وأولادهم على المسلمين. وحدد حصص الغنيمة التي ستعطى للراكبين وغير الراكبين، واحتفظ لنفسه بالخمس. […] أرسل الأسرى من النساء والأطفال من الخمس إلى نجد مع مساعده سعد بن زيد واستبدلهم بالخيول والأسلحة. وكانت إحدى الأسيرات، وهي ريحانة بنت عمرو، قد احتفظ بها النبي لنفسه، وبقيت في يده حتى مات.
في حالة بني المصطلق، عرض محمد الزواج على جويرية بنت الحارث ، التي وقعت مع رفاقها من رجال القبائل في أيدي المسلمين كغنائم وطلبت منه المساعدة في شراء حريتها فتزوجها.

### سرية أوطاس
أخذ المسلمين الكثير من السبايا يوم حنين وأوطاس، وكانوا يتكرهون نساء السبي إذا كن ذوات أزواج، فاستفتوا محمد في ذلك فنزل {وَالْمُحْصَنَاتُ مِنَ النِّسَاءِ إِلَّا مَا مَلَكَتْ أَيْمَانُكُمْ} أي أنه اللاتي سبين ولهن أزواج كفار فهن حلال للمسلمين ليمارسو الجنس معهم، قال أبو سعيد: «أصبنا سبايا يوم أوطاس ولهن أزواج فكرهنا أن نقع عليهن، فسألنا النبي صلى الله عليه وسلم فنزلت الآية فاستحللناهن. وأمر النبي صلى الله عليه وسلم في سبايا حنين وأوطاس ألا توطأ حامل من السبي حتى تضع حملها، ولا غير ذات حمل حتى تحيض حيضة. فسألوا عن العزل فقال: «ليس من كل الماء يكون الولد، وإذا أراد الله أن يخلق شيئا لم يمنعه شيء».»

### الصحابة
كان أيضا لبعض الصحابة عبيد أو جواري مثل عمر بن الخطاب حيث قال البيهقي في سننه :
أَخْبَرَنَا أَبُو الْقَاسِمِ عَبْدُ الرَّحْمَنِ بْنُ عُبَيْدِ اللهِ الْحِرَفِيُّ بِبَغْدَادَ أنبأ عَلِيُّ بْنُ مُحَمَّدِ بْنِ الزُّبَيْرِ الْكُوفِيُّ ، ثنا الْحَسَنُ بْنُ عَلِيِّ بْنِ عَفَّانَ ، ثنا زَيْدُ بْنُ الْحُبَابِ ، عَنْ حَمَّادِ بْنِ سَلَمَةَ قَالَ : حَدَّثَنِي ثُمَامَةُ بْنُ عَبْدِ اللهِ بْنِ أَنَسٍ ، عَنْ جَدِّهِ أَنَسِ بْنِ مَالِكٍ قَالَ : " كُنَّ إِمَاءُ عُمَرَ رَضِيَ اللهُ عَنْهُ يَخْدِمْنَنَا كَاشِفَاتٍ عَنْ شُعُورِهِنَّ تَضْرِبُ ثُدِيّهُنَّ .

### الفقه الإسلامي التقليدي
تحتوي المصادر الإسلامية المتقدمة وكتب الفقهاء على عدد كبير من المسائل المتعلقة بالعبيد وما يترتب عنها مثل ما جاء في مجموع فتاوى ابن تيمية وغيره من العلماء المسلمين كابن الجوزي والإمام مالك الذي كتب الكثير عن الرق والعبودية في الإسلام
وعلى خطى المجتمعات الغربية التي نشأت فيها معارك ضد العبودية كحركات مناهضة للعبودية التي غالبًا ما انبثقت أعدادها وحماسها من مجموعات كنسيّة مسيحية، أدى استخدام العبيد في الأعمال البدنية الشاقة في وقت مبكر من التاريخ الإسلامي إلى العديد من ثورات العبيد المدمرة، وكان أبرزها ثورة الزنج في الفترة من 869 إلى 883.
لم يحدث إلا في أوائل القرن العشرين (بعد الحرب العالمية الأولى) أن أصبحت العبودية محظورة تدريجياً وتم قمعها في الأراضي المسلمة، وذلك بسبب الضغوط التي مارستها الدول الغربية مثل بريطانيا وفرنسا. ويصف جوردون عدم وجود حركات إلغاء إسلامية محلية بقدر ما يعود إلى حقيقة أنها كانت راسخة بعمق في الشريعة الإسلامية. من خلال إضفاء الشرعية على العبودية، وامتداداً، حركة التجارة في العبيد، رفع الإسلام هذه الممارسات إلى مستوى أخلاقي لا يمكن تجاوزه. ونتيجة لذلك، لم يكن أي جزء من العالم الإسلامي ما يشكل تحديًا أيديولوجيًا ضد العبودية. كان النظام السياسي والاجتماعي في المجتمع المسلم قد ألقى نظرة قاتمة على هذا التحدي.
قضية العبودية في العالم الإسلامي في العصر الحديث هي قضية مثيرة للجدل. يجادل المنتقدون بوجود دليل قاطع على وجودها وآثارها المدمرة. البعض الآخر يقول أن العبودية في الأراضي الإسلامية الوسطى انقرضت تقريباً منذ منتصف القرن العشرين، وأن التقارير من الصومال تظهر ممارسة الرق في المناطق الحدودية نتيجة لإستمرار الحرب، وليس المعتقد الإسلامي. في السنوات الأخيرة، وفقا لبعض العلماء، كان هناك «اتجاه مقلق» من «إعادة فتح» قضية العبودية من قبل بعض علماء الدين السلفيين المحافظين بعد «إغلاق» الموضوع في وقت سابق من القرن العشرين عندما حظرت البلدان ذات الأغلبية المسلمة و«معظم علماء المسلمين» هذه الممارسة كونها «لا تتفق مع الأخلاق القرآنية».
الشيخ فضل الله حائري، من كربلاء، أعرب عن وجهة نظر في عام 1993 مفادها أن تطبيق العبودية يمكن أن يحدث ولكن يقتصر على أسرى الحرب والذين ولدوا من العبيد. في عدد 2014 من مجلتها الرقمية «دابق»، وضعت الدولة الإسلامية في العراق والشام بوضوح مبررات دينية لاستعباد النساء الأيزيديات.

### تجارة تملك العبيد الشرقية
كتب برنارد لويس: «واحدة من التناقضات المحزنة في تاريخ البشرية، كانت الإصلاحات الكبيرة التي أحدثها الإسلام وهي التي أدت إلى تطور هائل في تجارة الرقيق داخل الإمبراطورية الإسلامية وخارجها». ويشير إلى أن الشريعة الإسلامية أدت إلى استيراد أعداد هائلة من العبيد من الخارج. وفقًا لباتريك مانينج، يبدو أن الإسلام من خلال إدراك العبودية وتدوينها قد فعل الكثير لحماية العبودية وتوسيع نطاقها أكثر من محاربتها.
تسمى تجارة الرقيق «العربية» أحيانًا تجارة الرقيق «الإسلامية». كتب برنارد لويس أن «المشركين وعبّاد الأوثان كانوا ينظر إليهم في المقام الأول كمصادر للعبيد، ليتم استيرادهم إلى العالم الإسلامي ومصبوبين بطرق إسلامية، ولأنهم لا يمتلكون أي دين خاص بهم يستحق الذكر، تم اعتبارهم مجندين طبيعيين للإسلام». وصرَّح باتريك مانينج أن الدين لم يكن بالكاد نقطة لهذا النوع من العبودية. أيضاًً، يشير هذا المصطلح إلى المقارنة بين تجارة الرقيق الإسلامية وتجارة الرقيق المسيحية. غالبًا ما عبر الدعاة الإسلاميين في إفريقيا عن موقف حذر تجاه الدعوى بينهم بسبب تأثيره في تقليل الخزان المحتمل للعبيد.
استمرت تجارة الرقيق العربية أو الإسلامية لفترة أطول بكثير من تجارة الرقيق في المحيط الأطلسي أو الأوروبي: «لقد بدأت في منتصف القرن السابع ومازالت حاضرة في موريتانيا. ومع تجارة الرقيق الإسلامي، نتحدث عن 14 قرنا وليس أربعة قرون». علاوة على ذلك، «بينما كانت نسبة الجنس للعبيد في تجارة المحيط الأطلسي من ذكرين لكل أنثى، في التجارة الإسلامية، كانت هناك امرأتان لكل ذكر»، وفقًا لرونالد سيجال.
في القرن الثامن، كان العرب والأمازيغ يهيمنون على إفريقيا: تحرك الإسلام جنوبًا على طول نهر النيل وعلى طول الممرات الصحراوية. كانت إحدى الإمدادات من العبيد هي السلالة السليمانية الإثيوبية والتي غالبًا ما كانت تصدر العبيد النيليين من أقاليمها الحدودية الغربية أو من الأقاليم المسلمة التي تم فتحها أو استعادتها. وقام السلاطين الإثيوبيين المسلمين الأصليين (الحكام) بتصدير العبيد أيضًا، مثل سلطنة عدل المستقلة في بعض الأحيان.
لفترة طويلة، وحتى أوائل القرن الثامن عشر، حافظت خانية القرم على تجارة الرقيق الضخمة مع الدولة العثمانية والشرق الأوسط. بين عام 1530 وعام 1780 كان هناك بالتأكيد مليون شخص وربما نحو 1.25 مليون مسيحي أوروبي من إستعبادهم من قبل مسلمو الساحل البربري في شمال إفريقيا.
على ساحل المحيط الهندي أيضًا، أنشأ العرب المسلمون مراكز لتجارة الرقيق. ويعد أرخبيل زنجبار، على طول ساحل تنزانيا الحالية، المثال الأكثر شهرة على هذه المستعمرات التجارية. واستمرت كل من جنوب شرق إفريقيا والمحيط الهندي كمنطقة مهمة لتجارة الرقيق العربي حتى القرن التاسع عشر. وكان ديفيد ليفينغستون وهنري مورتون ستانلي أول الأوربيين الذين وصلوا إلى داخل حوض الكونغو واكتشفوا حجم العبودية هناك. مدد تيبوتيب المسلم نفوذه وجعل الكثير من الناس عبيداً. بعد أن استقر الأوروبيون في خليج غينيا، أصبحت تجارة الرقيق عبر الصحراء أقل أهمية. في زنجبار، ألغيت العبودية في وقت متأخر، وذلك في عام 1897، في عهد السلطان حمود بن محمد. لم يكن لباقي أفريقيا أي اتصال مباشر بتجار الرقيق المسلمين.

### التمرد
انضم العبيد إلى المتمردين في بعض الحالات أو حتى ثاروا ضد الحكام. كانت ثورة الزنج أكثر التمرد شهرة في هذا.
وقعت ثورة الزنج بالقرب من مدينة البصرة التي تقع في جنوب العراق على مدى فترة خمسة عشر عاماً (869-883 ميلادي). وقد نمت لتشمل ما يزيد على 500,000 عبد. تم استيرادهم هؤلاء العبيد من جميع أنحاء الإمبراطورية الإسلامية. أدت تلك الثورة لقتل أكثر من «عشرات الآلاف من العراقيين». قيل ان الثورة كانت بقيادة علي بن محمد الذي ادعى أنه من نسل الخليفة علي بن أبي طالب وأنه المهدي المنتظر. نَظَرَ عدد من المؤرخين، مثل الطبري والمسعودي، إلى هذه الثورة على أنها واحدة من «أبشع الانتفاضة وأكثرها وحشية» التي وجهتها الإمبراطورية العباسية.

### الاستيلاء على السلطة السياسية
المماليك كانوا جنود عبيد اعتنقوا الإسلام وخدموا الخلفاء المسلمين والسلاطين الأيوبيين خلال العصور الوسطى. مع مرور الوقت، أصبحت هذه الطبقة قوة عسكرية قوية لعدة أسباب منها هزيمة الصليبيين في أكثر من مناسبة. قرر المماليك استلاء على السلطة لأنفسهم فحكموا مصر لفترة 267 عاماً (1250-1517 ميلادي).

## تملك العبيد في العالم الإسلامي المعاصر
لا تزال مسألة تملك العبيد في العالم الإسلامي المعاصر مسألة مثيرة للجدل. يجادل بعض المنتقدين بأن هناك أدلة دامغة على وجودها وآثارها المدمرة. آخرون يرون أن تملك العبيد قد انقرض في الأراضي الإسلامية تقريباً منذ منتصف القرن العشرين وأن التقارير الواردة من الصومال تظهر ممارسة تملك العبيد في المناطق الحدودية نتيجةً لاستمرار الحروب هناك.
وعلى عكس المجتمعات الغربية التي نشأت في معاركها ضد العبودية حركات مناهضة للعبودية التي غالبًا ما انبثقت أعدادها وحماسها من مجموعات كنسيّة مسيحية، لم تتطور مثل هذه المنظمات الشعبية في المجتمعات المسلمة. في السياسة الإسلامية، قبلت الدولة دون تردد تعاليم الإسلام وطبقتها كقانون. والإسلام، من خلال فرض عقوبات على العبودية، أعطى أيضا شرعية التجارة في العبيد.
أعلن العديد من علماء الدين الإسلامي في مرحلة معيَّنة من القرن العشرين أنَّ العبوديَّة قد عفا عليها الزمن دون أن يدعموا إلغاءها فعليَّاً، لكنَّ آخرين مثل علماء السلفيَّة كالشيخ الفوزان أعادوا فتح الباب للعبوديَّة، دافع محمد قطب - شقيق الكاتب ومنظر جماعة الإخوان المسلمين سيد قطب - بقوة عن العبوديَّة الإسلاميَّة موضِّحاً أنَّ الإسلام قد أعطى العبيد حقوقاً كثيرة وأنَّ العبيد قد حصلوا في الإسلام على معاملة وحقوق لم يحصلوا عليها في أي مكان آخر من العالم، وأعطى مثالاً قارن فيه بين الزنا من جهة وبين العلاقة الشرعيَّة والروحيَّة التي قد تربط الجارية بسيِّدها في الإسلام.
في السنوات الأخيرة كان هناك إعادة فتح لباب العبودية من قبل بعض العلماء السلفيين المحافظين، ففي عام 2003 أصدر الشيخ صالح الفوزان عضو هيئة كبار العلماء في المملكة العربية السعودية فتوى تقول: إن العبودية «جزء من الإسلام؛ لأنه جزء من الجهاد؛ والجهاد باق ما بقي الإسلام؛»، وتهجم على علماء المسلمين الذين يعترضون على ذلك وكفَّرهم فاعتبر أن جميعهم كفار بنظره.
في عام 2014 قامت الجماعات الإسلامية في الشرق الأوسط «داعش» وشمال نيجيريا «بوكو حرام» بإباحة الاستيلاء على العبيد أثناء الحروب، بل وقامت باستعباد النساء والفتيات بشكل فعلي، وقال أبو بكر شاكو زعيم جماعة بوكو حرام النيجيريَّة المتطرِّفة في إحدى المقابلات «سوف نأسر الناس ونستعبدهم»، وتمت إعادة فتح «قضية العبودية»، حيث في مجلَّته الإلكترونيَّة «دابق» قدَّم تنظيم الدولة الإسلامية تبريرات دينيَّة لاستعباد النساء اليزيديات اللواتي يُعتبرن من طائفة كافرة، وزعم التنظيم أنَّ اليزيديين هم عبدة أوثان واستعبادهم يُشكِّل جزءاً من ممارسة الشريعة الإسلاميَّة فيما يتعلَّق بغنائم الحرب، ذكرت مجلة الإيكونوميست أنَّ تنظيم داعش قد أخذ ما يصل إلى 2000 امرأة وطفل أسرى لبيعهم وتوزيعهم كعبيد جنسيِّين.

## اقرأ أيضا
- تاريخ العبودية في العالم الإسلامي
- تاريخ العبودية
- ملك اليمين
- العبودية والدين

## وصلات خارجية
- كتاب العرق وتملك العبيد في الشرق الأوسط الذي كتبه برنارد لويس
- بي بي سي، الدين والأخلاق -- الإسلام وتملك العبيد
- مناقشة الإسلام وتملك العبيد على يوتيوب